# Ha-Ir ha-Tachtit Mizrach
Ha-Ir ha-Tachtit Mizrach (hebrejsky העיר התחתית מזרח‎, doslova Dolní Město – Východ) je část města Haifa v Izraeli. Tvoří podčást 3. městské čtvrti ha-Ir ha-Tachtit.
Jde o územní jednotku vytvořenou pro administrativní, demografické a statistické účely. Zahrnuje východní část čtvrti ha-Ir ha-Tachtit nedaleko Haifského přístavu a Haifského zálivu.
Populace je arabská se silnou židovskou menšinou. Rozkládá se na ploše 1,14 kilometru čtverečního. V roce 2008 zde žilo 2 790 lidí, z toho 660 židů, 1 440 muslimů a 480 arabských křesťanů.